# Franklin és a Zöld lovag
A Franklin és a zöld lovag (eredeti cím: Franklin and the Green Knight: The Movie) 2000-ben megjelent amerikai-kanadai rajzfilm, amelyet John van Bruggen rendezett. A forgatókönyvet Betty Quan írta, a zenéjét Glen Binmore szerezte.
Amerikában és Kanadában 2000. október 17-én VHS-en adták ki, később DVD-n is kiadták. Magyarországon 2001. december 24-én a Duna TV-n vetítették le a televízióban, később a Minimax-on, a TV2-n és az M2-n ismételték meg.

## Szereplők
| Szereplő     | Eredeti hang        | Magyar hang        | Leírás                                         |
| ------------ | ------------------- | ------------------ | ---------------------------------------------- |
| Franklin     | Noah Reid           | Gacsal Ádám        | A teknősbékagyerek, aki a történetfőhőse.      |
| Csiga        | Kristen Bone        | Bogdányi Titanilla | A csiga fiúgyerek, Franklin legjobb barátja.   |
| Teknős mama  | Elizabeth Saunders  | Für Anikó          | Franklin mamája, aki egy lánygyermeket várja.  |
| Teknős papa  | Richard Newman      | Rátóti Zoltán      | Franklin papája.                               |
| Zöld lovag   | Juan Chioran        | Pusztaszeri Kornél | A hős béka, a történet hőse.                   |
| Fegyvernök   | Paul Essiembre      | Hollósi Frigyes    | A vaddisznó, a Zöld lovag fegyver kihordozója. |
| Medve (Maci) | Luca Perlman        | Bíró Attila        | A medvegyerek, Franklin legjobb barátja.       |
| Hód          | Leah Renee          | Stukovszky Tamás   | A hód lánygyerek, Franklin barátnője.          |
| Lúd          | Olivia Garratt      | Csifó Dorina       | A lúd lánygyerek, Franklin barátnője.          |
| Nyúl         | Kyle Fairlie        | Skolnik Rudolf     | A nyúlgyerek, Franklin barátja.                |
| Róka         | Al Mukadam          | ?                  | A rókagyerek, Franklin barátja.                |
| Borz         | Ruby Smith-Merovitz | ?                  |                                                |
| Nagyi        | Corinne Conley      | Mednyánszky Ági    | Franklin nagymamája.                           |
| Bagoly úr    | James Rankin        | Koroknay Géza      | A bagoly tanár.                                |
| A fák őrzője | Gary Krawford       | Halmágyi Sándor    | A tavaszi fa szelleme, egy hiúz.               |
| Kobold       | Jonathan Wilson     | ?                  | Egy cickány                                    |
| Ürge úr      | Jim Jones           | Csuha Lajos        |                                                |
| Tatu         | Annick Obonsawin    | ?                  |                                                |
| Éneklő madár | Debra McGrath       | ?                  |                                                |
| Sas          | Elizabeth Hanna     | ?                  |                                                |
| Rókamama     | Elizabeth Hanna     | ?                  | Róka mamája.                                   |
| Rókapapa     | Paul Haddad         | ?                  | Róka papája, az ezermester.                    |
| Hódmama      | Valerie Boyle       | ?                  | Hód mamája.                                    |
| Hódpapa      | Adrian Truss        | ?                  | Hód papája.                                    |
| Lúdmama      | Catherine Disher    | ?                  | Lúd mamája.                                    |

A dalokat betanította: Sz. Nagy Ildikó
Magyar szöveg: Miklós Lívia
Szerkesztő: Barabás Klára
Hangmérnök: Lang András
Vágó: Talpas Iván
Gyártásvezető: Pálinkó Mária
Szinkronrendező: Győrvári Judit
A szinkron a Duna Televízióban készült.